# La Nogalera
La Nogalera är en ort i Mexiko.   Den ligger i kommunen Comala och delstaten Colima, i den södra delen av landet, 500 km väster om huvudstaden Mexico City. La Nogalera ligger 1 186 meter över havet och antalet invånare är 354.
Terrängen runt La Nogalera är lite bergig. Runt La Nogalera är det ganska tätbefolkat, med 58 invånare per kvadratkilometer. Närmaste större samhälle är Colima, 16,2 km söder om La Nogalera. Omgivningarna runt La Nogalera är en mosaik av jordbruksmark och naturlig växtlighet.